# نیاز به ریشه‌ها
نیاز به ریشه‌ها، مقدمه‌ای بر اعلام وظیفه نسبت به نوع بشر (انگلیسی: The Need for Roots: prelude towards a declaration of duties towards mankind - (به فرانسوی: L'Enracinement, prélude à une déclaration des devoirs envers l'être humain) عنوان کتابی از سیمون وی است. این کتاب در جستجوی دلایل امراض روحی، فرهنگی و اجتماعی است که از نظر سیمون وی باعث گرفتاری تمدن قرن بیستم، مخصوصاً در اروپا، اما عموماً در سراسر جهان شده است. وی از یک گردش فرهنگی کلان حمایت می‌کند که در آن ارتباطات انسانی دوباره پا بگیرند و انسان‌ها دوباره با محیط خود، با کار خود و با امیدها و انتظارات‌شان از گذشته و آینده متصل شوند.